# Sabine Adler
Sabine Adler (* 27. September 1963 in Zörbig) ist eine deutsche Journalistin und Autorin. Sie war Korrespondentin des Deutschlandfunks in Russland, anschließend Außenpolitik-Korrespondentin in der Berliner Parlamentsredaktion des Deutschlandradios, dann Leiterin des Hauptstadtbüros des Deutschlandfunks, zwischenzeitlich kurz Leiterin von Presse und Kommunikation des Deutschen Bundestages. Seit September 2012 ist sie Korrespondentin der erweiterten Osteuropa-Berichterstattung des Deutschlandfunks, zunächst in Warschau, nach dem Euromaidan war sie in Kiew tätig. Seit Anfang 2015 berichtet sie von Berlin aus über Osteuropa und ist zudem die Leiterin des Reporterpools für Osteuropa für die drei Programme des Deutschlandradios.

## Leben und Werk
Nach dem Abitur absolvierte Sabine Adler ein Zeitungsvolontariat und studierte an der Sektion Journalistik an der Karl-Marx-Universität Leipzig. Nach dem Abschluss des Studiums 1987 arbeitete sie beim  Sender Magdeburg, der ein Regionalfenster für Radio DDR II produzierte. Von 1990 bis 1994 war sie bei radio ffn tätig und wechselte dann für drei Jahre zur Deutschen Welle. Von 1997 bis 1999 arbeitete sie beim Zeitfunk im Funkhaus Köln für den Deutschlandfunk und danach für fünf Jahre als Deutschlandfunk-Korrespondentin in Russland. Während dieser Zeit sammelte sie den Stoff für ihr 2005 erschienenes Buch Ich sollte als Schwarze Witwe sterben über tschetschenische Selbstmordattentäterinnen. Von 2005 bis 2007 war sie Außenpolitik-Korrespondentin in der Berliner Parlamentsredaktion des Deutschlandradios. 2007 erschien auch ihr zweiter Roman Russenkind über die Tochter einer russischen Frau, die nach dem Zweiten Weltkrieg in der DDR aufwuchs. Von 2007 bis 2011 war Adler Leiterin des Hauptstadtstudios des Deutschlandfunks.
Im Oktober 2011 wurde sie von Bundestagspräsident Norbert Lammert zur Leiterin des Bereichs Presse und Kommunikation des Deutschen Bundestages berufen. Im September 2012 kehrte sie zum Deutschlandfunk zurück und arbeitet seitdem für die Sendergruppe Deutschlandradio als Osteuropa-Korrespondentin in Polen, Belarus und der Ukraine.

## Positionen
In ihrer Funktion als Deutschlandradio-Korrespondentin in Warschau unterzeichnete Sabine Adler im Dezember 2014 eine Resolution von 100 Osteuropaexperten „für eine realitätsbasierte statt illusionsgeleitete Russlandpolitik“. Darin heißt es, dass die territoriale Integrität der Ukraine, Georgiens und Moldawiens nicht der „Besonnenheit“ deutscher Russlandpolitik geopfert werden dürfe. Wenn sich Moskau von der EU und/oder der NATO bedroht fühle, solle es diesen Streit mit Brüssel austragen. Initiiert wurde der Aufruf von Andreas Umland, Dozent an der Kiew-Mohyla-Universität.

## Auszeichnungen
Am 21. Dezember 2010 wurde Sabine Adler vom Medium Magazin zur Politikjournalistin des Jahres 2010 gewählt. Am 20. November 2015 erhielt Sabine Adler den Karl-Hermann-Flach-Preis für ihre klare Positionierung in der Ukraine-Diskussion und ihre freiheitliche und an einer starken Zivilgesellschaft orientierte Überzeugung.
2024 wurde sie mit dem Preis für die Freiheit und Zukunft der Medien ausgezeichnet.

## Werke
- Ich sollte als Schwarze Witwe sterben: Die Geschichte der Raissa und ihrer toten Schwestern. DVA, München 2005, ISBN 3-421-05871-7; als Taschenbuch: Goldmann, München 2006, ISBN 978-3-442-15387-9.
  - tschechisch 2005: Měla jsem zemřít jako černá vdova, niederländische Ausgabe 2005: Zwarte weduwen, italienische Ausgabe 2006: Dovevo morire da vedova nera, estnische Ausgabe 2007: Ma pidin surema musta lesena, portugiesisch 2007: Viúvas negras.
- Russenkind. Eine Tochter auf der Suche nach ihrer Mutter. Residenz, St. Pölten/Salzburg 2007, ISBN 978-3-7017-3051-3.
- Russisches Roulette. Ein Land riskiert seine Zukunft. Aufbau, Berlin 2011, ISBN 978-335-1-02735-3.
- Die Ukraine und wir. Deutschlands Versagen und die Lehren für die Zukunft. Ch. Links Verlag, Berlin 2022, ISBN 978-3-96289-180-0.[15]
- Was wird aus Russland? Über eine Nation zwischen Krieg und Selbstzerstörung. Ch. Links Verlag, Berlin 2024, ISBN 978-3-96289-209-8.[16]
- Israel. Fragen an ein Land. Aufbau Digital, 2025, ISBN 978-3841238795.